# ブレーンワールド

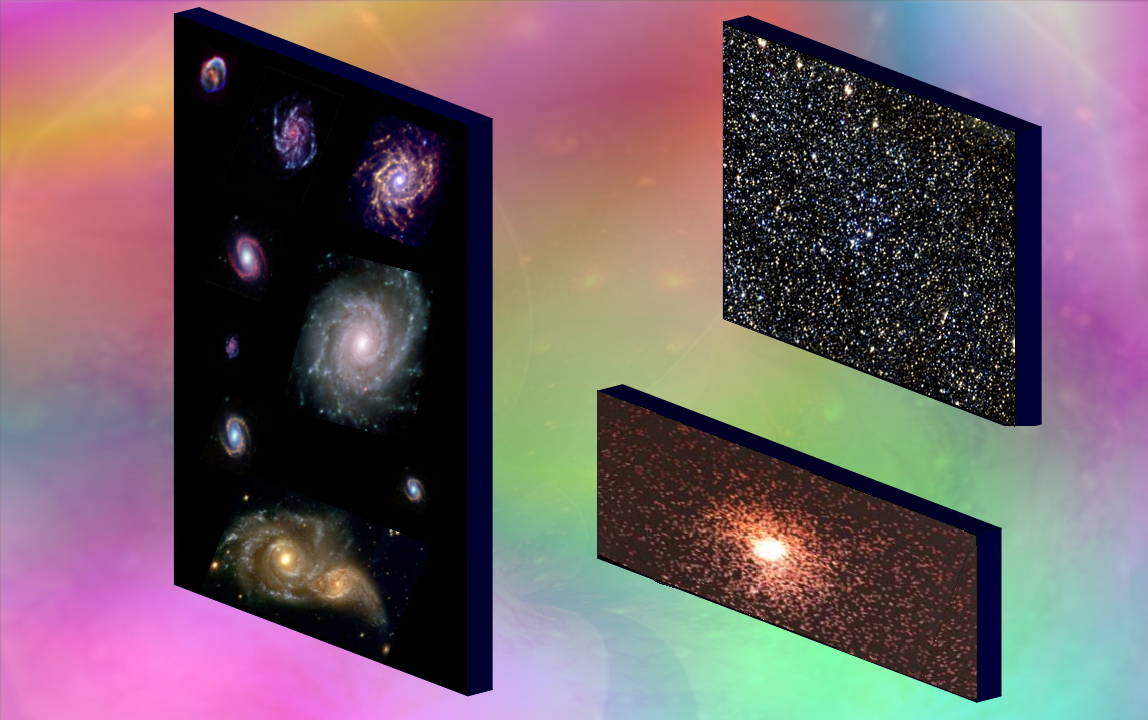
我々の宇宙はより高次元の空間の中に存在している

ブレーンワールド（braneworld、膜宇宙）またはブレーン宇宙論（ブレーンうちゅうろん、brane cosmology）とは、『我々の認識している4次元時空（3次元空間+時間）の宇宙は、さらに高次元の時空（バルク（bulk））に埋め込まれた膜（ブレーン（brane））のような時空なのではないか』と考える宇宙モデルである。低エネルギーでは（我々自身を含む）標準模型の素粒子の相互作用が4次元世界面（ブレーン）上に閉じ込められ、重力だけが余剰次元（5次元目以降の次元）方向に伝播できる、とする。

## 歴史、概説
高次元時空の概念は、もともと素粒子論、場の理論に基づいて提唱され、研究されてきた。元来は20世紀初頭にテオドール・カルツァとオスカル・クラインによって提唱されたカルツァ＝クライン理論による重力と電磁気力の統一が目的であった。しかしカルツァ＝クライン理論は電磁気力の精密測定との整合性がとれず、歴史から忘れ去られる。
1980年代、超弦理論において26次元の高次元時空が存在すれば弦の量子化が可能であることが発見された。ここで高次元模型は再び日の目を見る。90年代には、Dブレーン（超弦の端点が固定された膜=Dirichlet-brane）などの概念が確立し、弦理論における高次元時空の概念はさらに発展した。この期を境に、「高次元時空上に存在する、ゲージ粒子などの特定の種類の粒子が局在化した、4次元以上の時空の膜」の意として「ブレーン」と言う言葉が誕生した（語源はmembrane（膜））。これをきっかけに高次元模型は再び研究の対象となり、90年代後期には現象論にも応用される。1998 - 2000年にアントニアディス、アルカニハメド（en）、ディモポーロス（en）、そしてドヴァリ（en）らの大きな余剰次元（large extra dimension）の模型、リサ・ランドールとラマン・サンドラムのワープした（歪んだ）余剰次元（warped extra dimension）の模型、ドヴァリ・ガバダジェ・ポラッティのブレーン誘導重力（brane induced gravity）に基づく模型などが提唱された。以降、その理論的、現象論的側面からの研究、宇宙論的側面を明らかにする研究などが活発に行われるようになった。近年精力的に研究が進められている宇宙モデルの1つである。
このような研究の動機のひとつは、超弦理論やM理論における高次元空間での整合的な理論構築である。時空の次元を増やす理論は、カルツァ＝クライン理論をはじめとして古くからあるが、余剰次元は小さく丸まっていて通常の低エネルギーの観測手段では見えないとするコンパクト化（en）の考えに基づいていた。これに対し、ブレーン仮説では、余剰次元は小さくはないが、低エネルギーの物質や電磁場はブレーン上にのみ存在でき、重力だけは余剰次元にも存在しうる、と考える。
ブレーン仮説を考えると、物理学における4つの基本的な力（相互作用）のうち、重力だけが極端に弱いという階層性問題を「重力だけがバルク中も作用するから」として説明できる可能性がある。これも高次元模型を考える大きなモチベーションである。空間の埋め込みの数学的研究は19世紀に遡り、物理的なブレーンワールドは、1980年代頃から研究され、発展してきたが、上述のように、1998年頃に階層性問題への適用が再認識され、加速器、宇宙等での観測の可能性が指摘されて、一躍注目を集めるようになった。
これらの概念を応用して、宇宙の初期特異点の解決を試みるモデルであるビッグバンの起源を複数のブレーンの衝突で説明するエキピロティック宇宙モデル、宇宙のインフレーションをブレーンの運動で捉えるモデル、そして宇宙のダークエネルギー問題の解決を試みるモデルなど、宇宙論のさまざまな分野でアイデアが提出され研究されている。
また高次元模型の自然な帰結として、一般相対性理論を高次元時空で考える研究もされてきた。例えば時空が高次元であるならば、陽子ビームを衝突させるLHC加速器でマイクロ・ブラックホールが生成される可能性も指摘され、近い将来実験検証が開始される予定である。
ブレーン宇宙モデルでは、一般に余剰次元の効果の現れるエネルギースケールが、4次元理論での重力スケール（プランクスケール）や従来の高次元宇宙模型（カルツァ＝クライン理論）に比べてずっと小さくなり得るため、初期宇宙にブレーンのサイズが余剰次元のサイズと同程度の時期があれば、将来的にその痕跡が宇宙マイクロ波背景放射の揺らぎなどから観測されると期待されている。